# Okno (informatyka)

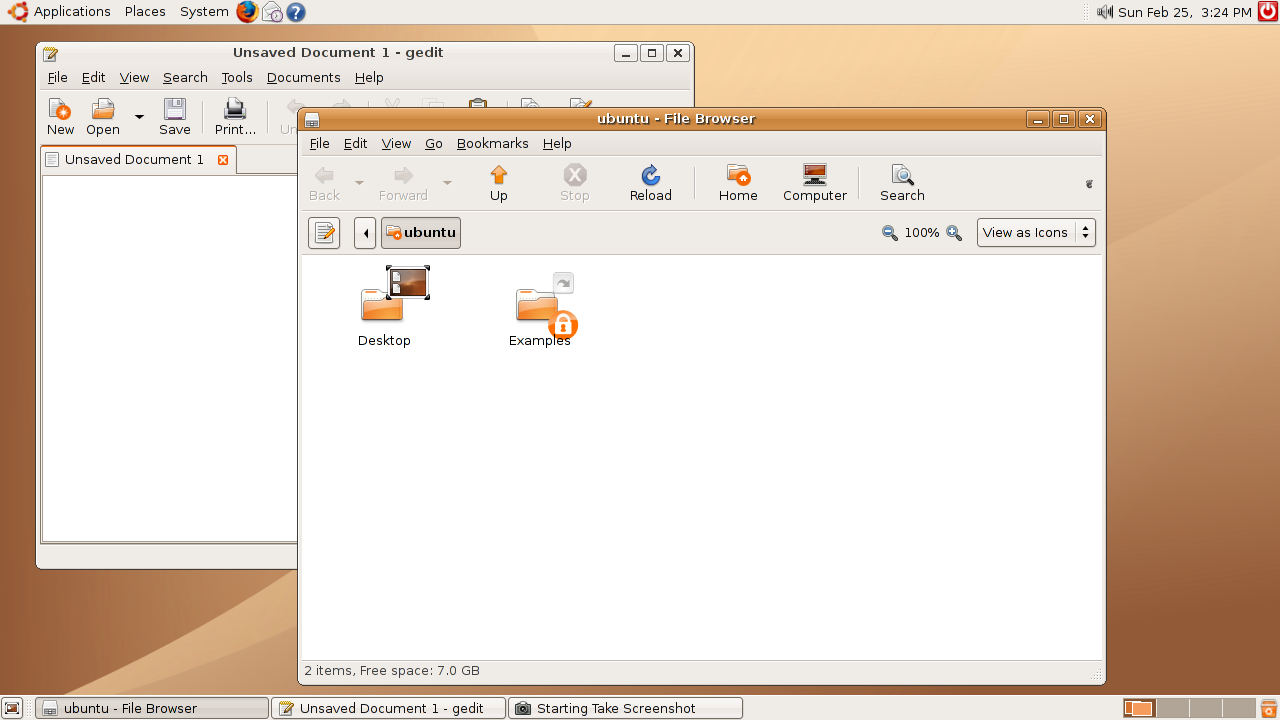
Przykład graficznego interfejsu użytkownika w GNU/Linuksie z dwoma częściowo nakładającymi się oknami aplikacji

Okno – wydzielony obszar ekranu, najczęściej prostokątny, na którym prezentowany jest interfejs programu. 
Okno można zazwyczaj przesuwać w obrębie ekranu, a także zmieniać jego rozmiar. Niekiedy okno można przemieszczać pomiędzy wirtualnymi pulpitami.

## Różne znaczenia pojęcia
Istnieje kilka kontekstów, w których określenie "okno" jest używane. 
Jednym z nich jest tzw. okno programu istniejące w ramach graficznego menedżera okien. Każde takie okno jest wtedy zarządzane poprzez tego menadżera i to on decyduje o tym, co użytkownik może z oknem zrobić (operacje typu przesuwanie, zmiana rozmiaru okna, maksymalizacja, minimalizacja, ikonizacja itp.).
W systemie X Window System oraz Microsoft Windows oknem nazywa się jednak każdy prostokątny obszar, który posiada swoją tzw. procedurę obsługi. Okno jest zatem specjalizacją widżetu.
W bibliotece GTK+ z kolei pojęcie okna jest raczej bliższe pojęciu okna w systemach okienkowych. Tzn. jest to prostokątny obszar będący niejako samodzielną jednostką, który może posiadać własne typowe dla aplikacji okienkowych elementy: pasek menu, pasek narzędzi, oraz własną ramkę, a wewnętrzny obszar okna jest wypełniany odpowiednim zestawem widżetów. Okna najwyższego poziomu (ang. toplevel) posiadają ramkę nadawaną im przez sam system okienkowy, czyli przez menedżera okien.